# فینال جام باشگاه‌های اروپا ۱۹۸۹
فینال جام باشگاه‌های اروپا ۱۹۸۹، رقابت پایانی جام باشگاه‌های اروپا در سال ۱۹۸۹ میلادی است که مابین دو تیم باشگاه فوتبال آ. ث. میلان و باشگاه فوتبال استوا بخارست در ورزشگاه نیوکمپ، بارسلون برگزار شده‌است.
این مسابقه که در تاریخ ۲۴ مه ۱۹۸۹ انجام شده‌است با نتیجه ۴ بر ۰ به سود تیم باشگاه فوتبال آ. ث. میلان به پایان رسید.